# Конкъринг Лайън
Conquering Lion, още познат като Congo Natty или Rebel MC, е медийното име на английския джънгъл продуцент и изпълнител Майкъл Уест (на английски: Michael West).

## Биография
В ранните 1980-те години Уест формира групата Double Trouble с вече починалите Майкъл Менсън, Карл Браун и Лий Гест; и пускат сингъла „Just Keep Rockin“ с лейбъла Desire през 1989 като Double Trouble и Rebel MC. Сингълът става хит в UK Top 20 и е едно от най-добрите му постижения, стигайки 3-та позиция в британските музикални класации.
Заради стила и съдържанието на тези издания, Уест е бил често наказаван от Британското хип-хоп общество. Издаването на първия му албум Rebel Music съвсем малко променя възгледите им. Този албум включва популярния денс трак „Better World“.
Това скоро се променя, когато Уест записва втория си албум, използвайки парите, които е изкарал от успеха си в поп музиката. „Black Meaning Good“ е напълно нов стил за Уест; предишното поп-рап звучене е смесено с реге, хип-хоп, денс и джънгъл. Албумът включва рага изпълнители като Barrinqton Levy, Tenor Fly и Денис Браун на фона на реге-хаус ритми.
В „Word, Sound and Power“ (1992) отново са смесени техно, хаус, реге, рага и хип-хоп музика.
Основавайки лейбъла Tribal Bass, Ребел МС издава хип-хаус парчетата „Tribal Bass“ (1992) и Demon Boy „Dett“ (1992) и „Jungle-ist“ (1993).
Следва лейбълът X Project със сингъла „Old School Ting“ (1993). Kato Конкъринг Лайън, Уест, с помощта на DJ Ron и Jumping Jack Frost, издава звуковата система mash up „Lion of Judah/Innah Sound/Dub Plate Special“ (1993). С вокали от Supercat и много изстрели на оръжия, „Code Red/Phenomenon“ на Конкъринг Лайън привлича вниманието на 4th & Broadway, който преиздава парчето, заедно с „Rastaman/Word, Sound and Power/Code Black“ (1995).
Уест напуска лейбъла Desire и издава третия си албум, „Word Sound and Power“ (Big life, 1991). Уест използва успеха на албумите си, за да създаде собствен лейбъл, Tribal Bass, където записва някои певци, както и собствени проекти. Третият албум включва още повече различни влияния от предишните му творби, но се разбира, че Уест поема друга насока.
Tribal Bass постепенно става Congo Natty, и Уест също създава парчета, под това сценично име, преди да се спре на Conquering Lion. Но това не е последното, което светът чува от Rebel MC. Въпреки неговия продължителен успех с новия си стил музика (Уест е един от първите изпълнители от първата вълна на британски хип-хоп, който продължава да записва до днес) Уест издава сингъла „Junglist“ (Congo Natty, 2004) под името Rebel MC, последвак от албума „Born Again“, включващ най-добрите му парчета. „Just Keep Rockin“ достига 32-ра позиция в британските класации за денс-музика.

## Дискография (албуми)
- „Rebel Music“ (Desire, 1990)
- „Black Meaning Good“ (Desire, 1991)
- „Word Sound and Power“ (Big Life, 1991)
- „Tribute to Haile Selassie I“ (Congo Natty, 1995)
- „Born Again“ (Congo Natty, 2005)